# Lijst van Albanese paramilitaire organisaties
Dit is een lijst van Albanese paramilitaire organisaties.
Na de nationale ontwaking van Albanezen in de 19e eeuw, die tijdens de Ottomaanse bezetting naar een eigen culturele, sociale en politieke natiestaat streefden, ontstond na de oprichting van de Albanese natiestaat in 1912 ook de wens tot vereniging van gebieden met een etnisch Albanese meerderheid in de buurlanden Montenegro, Servië, Noord-Macedonië en Griekenland.

## Anti Ottomaanse- en Servische-rebellie
- Zwarte Vereniging voor Verlossing
- Albanese Barjak-alliantie
- Anti-Ottomaanse stammenalliantie
- Albanese Basji-bozoeks
- Albanese Kachaks
- Comité voor de nationale defensie van Kosovo
- Liga van Prizren
- Derde Liga van Prizren
- Liga van Pejë

## Tweede Wereldoorlog
- Balli Kombëtar
- SS Skanderbeg
- Nationale Bevrijdingsbeweging
- Vulnetari
- Regimenti Kosova

## Joegoslavische oorlogen
- Kosovaarse Bevrijdingsleger
  - De Zwarte Adelaars
  - De Zwarte Tijgers
  - Brigada 138 Agim Ramadani
  - FARK
- Bevrijdingsleger van Preševo, Medveđa en Bujanovac
  - Speciale eenheden 111-115 brigade
- Macedonisch Nationaal Bevrijdingsleger
  -  Skanderbeg eenheid
  - Speciale eenheden 112-115 brigade

## Actief
- Albanees Nationaal Leger (sinds 2001)
  - Kumanovo groep
- Bevrijdingsleger van Çamëria (sinds 2001)